# Западна Цин
Западна Цин (на китайски: 西秦; на пинин: Xīqín) е държава в Източна Азия, едно от Шестнайсетте царства, съществувало от 385 до 400 и отново от 409 до 431 година в централната част на днешен Китай.
Западна Цин възниква през З85 година, когато сиенбейският род Цифу, се отцепва от Ранна Цин и образува собствена държава в югоизточната част на днешната провинция Гансу. Владетелите на Южна Лян използват титлата уан, като дълго време са васали на по-силните си съседи Ранна Цин, Късна Цин, Източна Дзин и Северна Уей, а между 400 и 409 година са напълно подчинени от Късна Цин. През 431 година Западна Цин е унищожена от държавата Ся, а северните области са завзети от Северна Лян.

## Владетели на Западна Цин
| Име | Име          | Управление      |
| --- | ------------ | --------------- |
| 1   | Цифу Гуожън  | 385-388         |
| 2   | Цифу Гангуей | 388-400 409-412 |
| 3   | Цифу Чъпан   | 412-428         |
| 4   | Цифу Мумо    | 428-431         |